# Carmine Gallone
Carmine Gallone est un réalisateur italien né le 10 septembre 1885 à Taggia dans la province d'Imperia (Ligurie) et mort le 11 mars 1973 à Frascati.
Tout au long de sa carrière de près de cinquante ans et 124 films, il a abordé tous les genres, avec une préférence pour les films musicaux et les reconstitutions historiques.

## Biographie
Dès ses débuts, Carmine Gallone adapte des classiques comme Histoire des Treize (1917), Le Colonel Chabert (1920), tous deux d'après le roman éponyme de Balzac ou encore Il bacio di Cirano d'après Cyrano de Bergerac d'Edmond Rostand.
Après nombre de réalisations où il met en scène l'actrice Lyda Borelli, puis sa propre épouse Soava Gallone, il réalise en collaboration avec Amleto Palermi, un film colossal « à la manière de » Cecil B. DeMille : Les Derniers Jours de Pompéi (Gli ultimi giorni di Pompei) en 1926.
Mais la crise économique italienne de 1929 l'oblige à s'exiler en Allemagne, puis en Angleterre et enfin en France où il produit trois films, avant de retourner en Italie où il devient l'un des « piliers » de la reprise du cinéma italien de 1935 à 1961, avec notamment l'adaptation d'œuvres lyriques (Rigoletto, Il trovatore, La forza del destino, etc.), des biographies filmées (Casta Diva d'après la vie de Vincenzo Bellini, Giuseppe Verdi, Casa Ricordi, Puccini) et des péplums.
Il a aussi réalisé Les Deux Orphelines (1942), deux opus de la série Don Camillo (1955 et 1961) et Michel Strogoff (1956) d'après Jules Verne, qui ont eu un énorme succès en France.
Carmine Gallone meurt à Frascati le 11 mars 1973. Il est inhumé au cimetière communal monumental de Campo Verano.

## Filmographie partielle

### Années 1910
- 1914 : La Femme nue (La donna nuda)
- 1914 : La Marche nuptiale (La marcia nuziale)
- 1915 : Sempre nel cor la Patria!...
- 1915 : Senza colpa!
- 1915 : L'uomo sognato
- 1915 : La beffa atroce
- 1915 : Capriccio mortale
- 1915 : Fleur de mal (Fior di male)
- 1915 : Sotto le tombe
- 1916 : Le Phalène (La falena)
- 1916 : Avatar
- 1917 : Histoire des Treize (La storia dei tredici)
- 1917 : Malombra (it)
- 1918 : La storia di un peccato (it)
- 1919 : Il bacio di Cirano
- 1919 : Redenzione (it)

### Années 1920
- 1920 : Le Colonel Chabert (Il colonello Chabert)
- 1920 : Nemesis (en)
- 1921 : All'ombra di un trono
- 1922 : Marcella (it)
- 1922 : S. E. l'Ambasciatrice
- 1922 : La fanciulla, il poeta e la laguna
- 1924 : Il corsaro (it)
- 1924 : I volti dell'amore (it)
- 1925 : La cavalcata ardente
- 1926 : Les Derniers Jours de Pompéi (Gli ultimi giorni di Pompeii)
- 1927 : Celle qui domine, coréalisé avec Léon Mathot
- 1927 : La Ville qui chante (Die Stadt der tausend Freuden)
- 1928 : L'Enfer d'amour (Liebeshölle)
- 1929 : S.O.S.
- 1929 : Terre sans femmes (Das Land ohne Frauen)

### Années 1930
- 1930 : La Ville qui chante (Die singende Stadt)
- 1931 : City of Songs
- 1931 : Ma cousine de Varsovie
- 1931 : Un soir de rafle
- 1932 : Le Chant du marin
- 1932 : Un fils d'Amérique
- 1932 : Le Roi des palaces
- 1934 : Two Hearts in Waltz Time (Zwei Herzen und ein Walzer)
- 1934 : Mon cœur t'appelle
- 1935 : Casta Diva
- 1937 : Scipion l'Africain
- 1938 : Le Roman d'un génie (Giuseppe Verdi)
- 1939 : Marionnette

### Années 1940
- 1940 : Manon Lescaut
- 1940 : Melodie eterne
- 1940 : Plus fort que l'amour (Oltre l'amore)

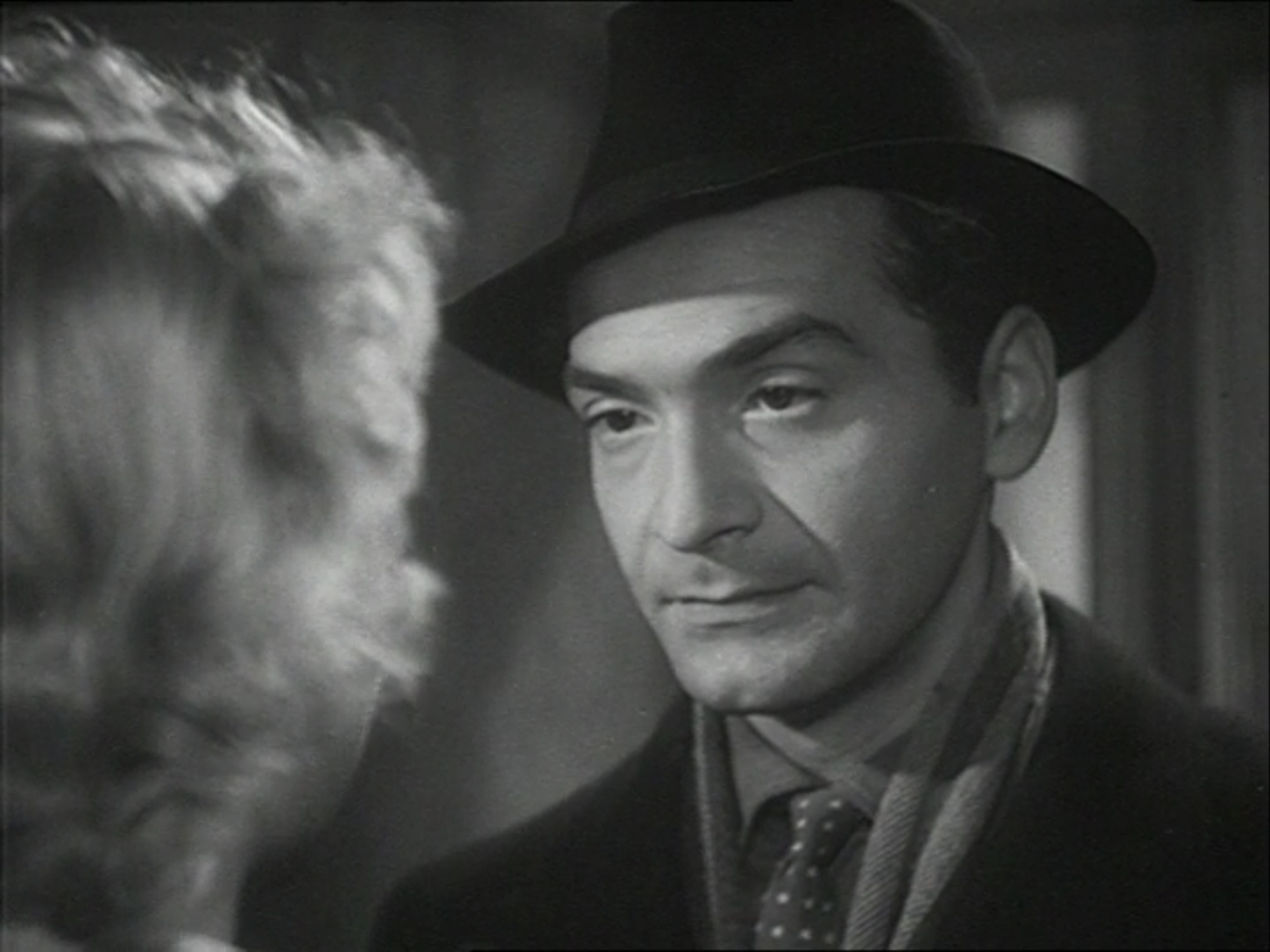
Andrea Checchi dans Biraghin (1946).

- 1941 : La Maîtresse secrète (L'amante segreta)
- 1942 : La regina di Navarra
- 1942 : Les Deux Orphelines (Le due orfanelle)
- 1943 : Harlem
- 1945 : Le Chant de la vie (Il canto della vita)
- 1946 : Devant lui tremblait tout Rome (Avanti a lui tremava tutta Roma)
- 1946 : Rigoletto
- 1946 : Biraghin (en)
- 1947 : La traviata (La signora delle camelie)
- 1948 : La leggenda di Faust
- 1949 : Il trovatore

### Années 1950
- 1950 : La forza del destino
- 1950 : Taxi de nuit (Taxi di notte)
- 1951 : Messaline (Messalina)
- 1952 : Wir tanzen auf dem Regenbogen (de), coréalisé avec Arthur Maria Rabenalt
- 1953 : Cavalleria rusticana
- 1953 : Puccini
- 1954 : Casta Diva - remake du film de 1935
- 1954 : La Maison du souvenir (Casa Ricordi)
- 1954 : Madame Butterfly (Madama Butterfly)
- 1955 : La Grande Bagarre de don Camillo (Don Camillo e l'onorevole Peppone)
- 1955 : La Fille de Mata Hari (La figlia di Mata Hari) - coréalisé avec Renzo Merusi
- 1956 : Michel Strogoff
- 1956 : Tosca
- 1958 : La Main dans le sac (Polikuska)

### Années 1960
- 1960 : Carthage en flammes (Cartagine in fiamme)
- 1961 : Don Camillo Monseigneur (Don Camillo monsignore... ma non troppo)
- 1962 : La Nonne de Monza (La monaca di Monza)
- 1963 : Carmen 63 (Carmen di Trastevere)